# Pluto i skrattspegeln
Pluto i skrattspegeln (engelska: Bone Trouble) är en amerikansk animerad kortfilm med Pluto från 1940.

## Handling
Pluto vaknar en morgon och vill ha mat. När han märker att matskålen är tom försöker han roffa åt sig bulldoggen Butchs ben. Pluto lyckas smyga in till Butch som sover och tar benet till sin hundkoja utan att väcka Butch. Men snart vaknar Butch och börjar jaga Pluto, och jakten tar dem båda till ett övergivet tivoli.

## Om filmen
Filmen hade svensk premiär den 16 december 1940 på Sture-Teatern i Stockholm och ingick i kortfilmsprogrammet Kalle Ankas gästabud, tillsammans med fyra kortfilmer till; Kalle Ankas frieri, Segelflyg i USA (ej Disney), Kalle Ankas aktersnurra och Kalle Anka som klisterprins.
Filmen har haft flera svenska titlar genom åren. Vid biopremiären 1940 gick den under titeln Pluto i skrattspegeln. Alternativa titlar till filmen är Pluto i skrattkammaren och Bentrubbel.

## Rollista
- Lee Millar – Pluto (inget tal)
- Clarence Nash – Butch (inget tal)[9]